# Eva Polak
Eva Polak (* 1948 in Prag) ist eine deutsche Hörspiel-, Drehbuch- und Kinderbuchautorin.

## Leben
Polak studierte von 1970 bis 1975 an der Filmakademie in Prag und arbeitete als Autorin für das Fernsehen und Filmzeitschriften. 1980 erhielt sie ein Berufsverbot, wurde aus der Tschechoslowakei ausgebürgert und ging als freie Autorin nach Westdeutschland. Seit 1984 schreibt sie Hörspiele, Drehbücher und Kinderbücher. Für Wie der Löwe den Igel gesund gemacht hat wurde sie 1988 mit dem Terre des Hommes-Kinderhörspielpreis ausgezeichnet. Unter anderem schrieb sie die Drehbücher zu mehreren Folgen der ZDF-Serien Lauras Stern und Achterbahn und etwa 20 Kinderbücher, darunter Die Pfeffermuschel und Nessy kann auch anders.

## Hörspiele
Autorin:
- 1983: Asylanten in Deutschland: Die Fliege – Regie: Klaus-Dieter Pittrich (Hörspiel – WDR)
- 1985: Durch die Wand – Regie: Heinz Wilhelm Schwarz (Hörspiel – WDR)
- 1986: Der grüne Punkt: Der Krankenbesuch der Bremer Stadtmusikanten – Regie: Carola Preuß (Kurzhörspiel, Kinderhörspiel – SDR/SWF/SR)
- 1986: Der grüne Punkt: Das sind doch nicht meine Eltern – Regie: Eberhard Klasse (Kurzhörspiel, Kinderhörspiel – SDR/SWF/SR)
- 1986: Der Fragenfänger – Regie: Uli Herzog (Kurzhörspiel, Kinderhörspiel – SFB)
- 1987: Die Bouletten königin – Regie: Uli Herzog (Hörspiel – SFB)
- 1987: Der grüne Punkt: Eine Maus reist nach Bad Brombeer – Regie: Carola Preuß (Kinderhörspiel – SDR/SWF/SR)
- 1987: Igelgeschichte – Regie: Uli Herzog (Kinderhörspiel – SFB)
- 1988: Der grüne Punkt: Bauch voller Dinosaurier – Regie: Carola Preuß (Kurzhörspiel, Kinderhörspiel – SDR)
- 1988: Er oder ich (2 Teile) – Regie: Uli Herzog (Kinderhörspiel – SFB)
- 1988: Der grüne Punkt: Wie der Löwe den Igel gesund machte – Regie: Hans-Peter Bögel (Kurzhörspiel, Kinderhörspiel – SDR)
  - Auszeichnung: Terre des Hommes-Kinderhörspielpreis 1988
- 1989: Der grüne Punkt: Eine Scheibe Brot – Regie: Carola Preuß (Kurzhörspiel, Kinderhörspiel – SDR/SWF/SR)
- 1989: Der grüne Punkt: Der Geist auf dem Backblech – Regie: Eberhard Klasse (Kurzhörspiel, Kinderhörspiel – SDR/SWF/SR)
- 1989: Der grüne Punkt: Der Weckhahn oder der unhöfliche Bauer – Regie: Hartmut Kirste (Kurzhörspiel, Kinderhörspiel – SDR)
- 1989: Die Nacht mit Felix – Regie: Uli Herzog (Kurzhörspiel, Kinderhörspiel – SFB)
- 1990: Der grüne Punkt: Die Hundestraße – Regie: Eberhard Klasse (Kinderhörspiel – SSDR/SWF/SR)
- 1990: Der grüne Punkt: Kleine Sprünge – große Sprünge – Regie: Hans-Peter Bögel (Kinderhörspiel – SDR/SWF/SR)
- 1991: Besuchsrecht Bedingung – Regie: Uli Herzog (Kinderhörspiel – SFB)
- 1991: Der blaue Ranzen – Regie: Ludwig Schultz (Kinderhörspiel – SFB)
- 1995: Die Schnapsidee – Regie: Eva Demmelhuber (Original-Hörspiel, Kinderhörspiel – BR)
- 1996: Geheimzeichen – Regie: Uli Herzog (Originalhörspiel, Kinderhörspiel – BR)

Übersetzung aus dem Tschechischen:
- 1983: Jiří Polák: Die Tote trug ein dunkelblaues Kleid – Regie: Heinz Wilhelm Schwarz (Hörspiel – WDR)
- 1986: Jiří Polák: Wie ein Wasserhahn – Regie: Hein Bruehl (Originalhörspiel – WDR)